# Julestjerner
 For alternative betydninger, se Julestjerne. (Se også artikler, som begynder med Julestjerne)
Julestjerner er DR's egenproducerede tv-julekalender i 25 afsnit, der blev vist på DR1 i december 2012 og genudsendt på samme kanal i december 2019. Serien foregår hovedsageligt i byen Brorfelde, hvor Sus møder Bob, som er amatørastronom. Serien omhandler derfor naturligt astronomi og har bl.a. omdrejningspunkt omkring Brorfelde-observatoriet.
Julekalenderen er skrevet og instrueret af Michael Wikke og Steen Rasmussen, folkene bag børnefilmene Hannibal og Jerry, Flyvende farmor og Der var engang en dreng, og desuden tidligere kendt for serien Brødrene Bisp. Serien er produceret af Sven Clausen og er optaget flere forskellige steder på Sjælland samt i tv-studierne i TV-Byen i Søborg.

## Handling
13-årige Sus bor sammen med sin familie i en lejlighed i Brøndbyøster, men efter en voldsom decemberstorm bliver alle højhusets beboere evakueret. Samtidig har faren mistet sit job som køkkensnedker i firmaet "Dansk Snakkesammen Køkken". Heldigvis får familien dog at vide, at de har arvet landejendommen "Blomsterland", som ligger i byen Brorfelde hvor familien derfor flytter ind. Sus er irriteret over, at skulle flytte væk fra sit BMX cykelcrew, og ud på landet. Brorfelde viser sig at være en meget lille by, hvor alle kender hinanden. Sus møder mange mærkelige typer: Bob, der har mistet sin mor og elsker at kigge på stjerner. Bobs to mormødre, der kan spå om Sus' fremtid, Big-J, som for nylig har købt forsamlingshuset, og ikke mindst Vera Grus, der vil lave Blomsterland om til et hul i jorden. Sus tager med Bob op i observatoriet, hvor de opdager en ny stjerne! I mellemtiden planlægger Sus' mor, at de skal have en julegårdbutik, hvor de skal sælge juletræer. Bobs to mormødre: Kirsten og Kis, siger at Sus aldrig kommer væk fra Brorfelde igen. Hvad skal det betyde? Big-J har problemer med økonomien i forsamlingshuset, og de er derfor nødt til at gå på tvangsauktion. Bob tager ham med op for at se på stjernen, og lige pludselig får Big-J en idé. Big-J taler om, at lave en julemusical "Soul Jul" og Bob skal spille på sin cello. Han får også Sus til at lave back-up vocals. Bob og Sus møder Søstrene Mormor oppe i observatoriet, og de opdager, at stjernen vokser! Da Sus, Bob og Big-J øver kommer Bjarne (Brugsmand og politimand) og tager hans orgel, fordi han ikke har betalt sine afdrag, men der sker noget mærkeligt med Bjarne, da han kører væk med det. Bob og Sus gemmer sig i observatoriet for Petersen, Pallesen og Piil – der siger, at de er tre forskere fra Københavns Universitet, som skal bruge observatoriet fremover. Sus tager med sin far ind til byen, og besøger sit gamle træningssted, men "The Whizz" (træneren) har sat hende af holdet, fordi hun ikke er kommet til træningen. Hun er ked af det, men føler sig trods alt mere hjemme i Brorfelde. Orglet flyver på mystisk vis tilbage til forsamlingshuset om natten, Big-J kan ikke tro sine egne øjne, og er super lykkelig! Da Bob, Sus og Big-J øver, hører de pludselig en rytme inde fra skabet, det er Tom med sin Boombox, Big-J vil straks have ham til at være med. Bjarne bliver fortsat plaget af det han tror, er nisser. En voldsom snestorm bryder ud, og lukker ned for al elektricitet i byen, det har Maria og Johns julestjerner ikke godt af, og dør af kulde. Da hele byen er samlet i familiens drivhus, sker det noget underligt: alle beboere begynder alle at grine, og pludselig virker strømmen igen, og julestjernerne er levende! 
Søstrene Mormor vil gøre Bjarne til Luciabrud i optoget, hvilket ikke glæder ham. Bob og Sus klipper gran ned fra et par meget høje træer, og da Sus skal ned, knækker hendes gren, så hun er tæt på at falde ned, men Bob når at redde hende. Bob og Sus går senere på aftenen ind til videnskabsmændene, som viser dem, hvor stor stjernen er blevet! 
En aften vil Bjarne have alle ud for at lede efter de nisser, han tror plager ham. Under den forgæves eftersøgning i skoven bliver Tom væk. Han ser en person med en nissehue med lysende kvast løbe væk fra skoven og følger efter. Tom følger efter, og opdager at der står tre rødklædte personer med nissehuer på inde i observatoriet. Dagen efter får Tom overtalt Bob og Sus til at følge med tilbage til observatoriet. Bob opdager at der i observatoriets kikkertgrav er en dør ind til et hemmeligt maskinrum - og her er Petersen, Pallesen og Piil. Det er dem, der er nisserne! De tre "forskere" er dog ikke nisser, men beboerne PE, PA og PI fra den fjerne planet P, og de er på hemmelig mission til Jorden (som de kalder J) som De Godes Rejsende. Alle miraklerne skyldes dem, og observatoriets tårn med kikkertgraven er faktisk deres rumskib; anordningen i kikkertgraven er rumskibets motor. Tom, Bob og Sus afgiver et højtideligt løfte om at holde denne viden hemmelig. PE, PA og PI fortæller at der er et nyt rumskib på vej fra P mod J; det er dét, der ser ud som den stadigt voksende julestjerne. Det tager 7 år at rejse fra P til J, og rumskibet vil lande den 24. december om aftenen, hvis alt går vel. Ganske få minutter inden da vil PE, PA og PI forlade J med deres rumskib – ingen skal bemærke at "observatoriets tårn" er væk.
En aften øver Big-J, Maria, John, Kim, Tom og Søstrene Mormor en af sangene ved Soul-Jul, undtagen Bob og Sus, men pludselig dukker Vera Grus op i forsamlingshuset sammen med Bjarne. Hun fortæller dem, at hun har købt hele Brorfelde, så nu bliver hun en rigtig grusgrevinde. Vera fortæller dem dermed også, at alle indbyggere i byen skal flytte inden nytår. Bjarne fortæller så Vera om dengang hun var en rar person, og om dengang han ville ofre alt for hende. Han advarer hende mod at overtræde én enkelt regel i loven, men det ændrer ikke på situation. Hun siger, at de stadig skal flytte inden årsskiftet.
Vera omvendes imidlertid af "nisserne" fra at være en fjende af julen, som hun konsekvent betegner som humbug, til en tilhænger og opgiver alle sine onde planer gennem et forløb, der tydeligt er inspireret af Charles Dickens "Et juleeventyr" (hvor den kolde julehader Scrooge får besøg af 3 julespøgelser, der repræsenterer fortiden, nutiden og fremtiden). Brorfelde og dets beboere er reddet og i det 25. afsnit afvikles musicalen "Souljul" med stor succes. Blandt publikum er Bobs mor, som han kort forinden er blevet genforenet med - det viser sig, at hun har været på rumrejse med det tidligere hold "rumnisser", der rejste fra Jorden 7 år tidligere.

## Temaer
Udover det tydelige fokus på astronomi (især repræsenteret ved personen Bob) og astrologi (repræsenteret ved mormødrene), der kan ses som en variation over temaet videnskab overfor det uforklarlige og overnaturlige, er "Julestjerner" også domineret af en række andre temaer: 

### Et Juleeventyr
Personen Vera er tydeligt hentet fra Charles Dickens' Et juleeventyr,[kilde mangler] og hendes karakter er en variation af personen Ebenezer Scrooge kendt for sin "Bah humbug" kommentar til julen. Rumnisserne har samme funktion som spøgelserne i romanen, der omvender Scrooge til at agte julen og vise omsorg for sine medmennesker.  

### Juleevangeliet
Juleevangeliet fra Lukasevangeliet med Josef og Marias rejse fra Nazaret til Bethlehem og Jesu fødsel er emnet for Big J´s musical "Souljul", men referencen til juleevangeliet går videre end det: Sus mor hedder Maria og er gravid, og hun har som Bibelens Maria måttet forlade sit hjem ufrivilligt og føder sit barn til jul. Det nyfødte drengebarn får rollen som Jesusbarnet i krybben i "Souljul".  

### Venskab og kærlighed
Hovedpersonerne i Julestjerner er Sus og Bob, der udvikler et nært venskab, der tydeligt er seriens omdrejningspunkt.[kilde mangler] Kærlighed er normalt ikke et hovedtema i nogen julekalender,[kilde mangler] og spiller da også kun en mere indirekte rolle her. Sus har tydeligvis været småforelsket i sin cykeltræner hjemme i Brøndbyøster, den lidt overfladiske storbytype "The Whizz". Det viser sig dog, at følelserne ikke er gengældt. I det efterfølgende venskab med den stjerneinteresserede men jordnære Bob, der er stærkt knyttet til sit landlige lokalsamfund, antydes det flere gange, at det kunne udvikle sig til mere end blot venskab; f.eks. i scenen, hvor Bob har reddet Sus fra at styrte ned fra toppen af et grantræ. Mormødrene spår, at Sus vil få sit højeste ønske opfyldt, men aldrig kommer til at forlade Brorfelde. Der kan her måske ligge en antydning af, at Bob og Sus kommer til at få et fremtidigt liv sammen i Brorfelde.

## Lokaliteter
Selvom julekalenderen foregår i byen Brorfelde, er det langt fra alle bygninger der findes i landsbyen, der i virkeligheden kun tæller 14 husstande. Optagelokaliteterne er spredt ud over hele Sjælland. Alle indendørs optagelser foregår i TV Byen.

- Brorfelde Observatorium: Observatoriet ligger i virkeligheden i Brorfelde, og var engang et berømt og moderne observatorium.[3]
- Blomsterland: Gården er hedder i virkeligheden Frederiksholm og ligger ved byen Sengeløse uden for Høje-Taastrup.[3] (Er revet ned nu)
- Forsamlingshuset: Huset er i virkeligheden forsamlingshus i Ledøje Smørum.[3]
- Brugsen: I virkeligheden det en møbelforretning i byen Herringløse.[3]
- Kims Diesel Autoværkstedet og tankstationen hedder i virkeligheden Olsens Autoværksted, der hverken har cafeteria eller tankstation. Bygningen ligger i byen Hove.[3]
- Grusgraven og Grusgravergården: Gården ligger i umiddelbar nærhed af Brorfelde, og hedder Sophienholm Gods. Grusgraven tilhører godset.[3]
- Højhuset: Huset ligger på Gillesager 264 -268, 2605 Brøndby. Her er de udendørs optagelser lavet.

## Musik
Musikken fra julekalenderen er skrevet af Poul Halberg, og blev udgivet på Mermaid Records den 12. november 2012. Sangene bliver bl.a. fremført af Rasmus Bjerg, Szhirley, Jimmy Jørgensen, Annika Aakjær, Troels Lyby, Caroline Henderson og Chapper (Chang Il Kim).
1. "Stjernestøv"
2. "Souljul"
3. "Se En Stjerne"
4. "On The Road To Jul"
5. "Hey Do"
6. "Jul Hele Året"
7. "Holbæk"
8. "Blomsterland"

## Medvirkende
| Skuespiller                   | Rolle                      | Beskrivelse |
| ----------------------------- | -------------------------- | --- |
| Martine Ølbye Hjejle          | Sus                        | Hun er vild med at køre på BMX, og er forelsket i træneren The Whizz, AKA: Mikkel. I Brorfelde møder hun Bob, og de mødes i observatoriet.                                                                    |
| Rasmus Bjerg                  | John                       | Sus' far, som arbejder i "Dansk-snakkesammen-køkken". Han er altid med på morens skøre juleidéer, og er den eneste levende slægtning til Julius, og derfor arver han Blomsterland.                            |
| Szhirley                      | Maria                      | Sus' mor, som er helt vild med julen, og har mange sjove idéer! Hun vil under ingen omstændigheder overdrage Blomsterland til Vera Grus. Hun er gravid med Sus' lillebror, som de tror bliver født juleaften. |
| August Igor Svideniouk Egholm | Bob                        | Big J's søn. Hans mor forsvandt for 7 år siden, men han er sikker på, at hun snart kommer tilbage. Han har arvet hendes glæde for at se på stjerner. Da Sus flytter ind, får han sig en ven.                  |
| Troels Lyby                   | Big J                      | Han er tidligere rockstjerne, og er Bobs far. Han driver forsamlingshuset. Han har mange økonomiske problemer, og har lige fundet på begrebet: Soul-Jul, som han påstår, at en stjerne fortalte ham om.       |
| Sebastian Teschemacher        | Tom                        | Kims søn. Han er vild med at lave ballade, og skræmme folk, specielt Bjarne. Han lytter ikke til sin mor. Han elsker også vampyrer, og er selv en vampyrnisse.                                                |
| Caroline Henderson            | Kim                        | Ejer af "Kims Diesel". De fleste mænd vil gerne have hende, men hun siger nej til dem alle. Hun er mor til Tom.                                                                                               |
| Steen Stig Lommer             | Bjarne Hansen              | Politi- og brugsmand. Han har ikke meget at lave, og derfor tager han enhver overtrædelse meget alvorligt! |
| Birthe Neumann                | Vera                       | Grusgrevinden. Hun er meget besat af grus, og vil lave Blomsterland om til et hul i jorden. Hun siger hele tiden: "Det er jo til den spidse ende af en møggreb!" og "Der er guld i Bakken"!                   |
| Daimi Gentle                  | Kirsten                    | En del af Søstrene Mormor. Hun er Bobs rigtige mormor, og er søster til Kis. |
| Vigga Bro                     | Kis                        | En del af Søstrene Mormor: Kirstens søster. |
| Dick Kaysø                    | Vicevært i Brøndbyøster    | Han beder familien om at flytte fra deres lejlighed. |
| Phillip Stilling              | Mikkel                     | "The Whizz", og er træner af BMX-holdet. |
| Thomas Mørk                   | Skolelærer i Brorfelde     | |
| Lars Ranthe                   | Lastbilchaufføren "Bent"   | Toms far |
| Steen Rasmussen               | Lastbilchaufføren "Diesel" | Forelsket i Kim. |
| Nicolas Bro                   | Lastbilchaufføren Bingo    | Forelsket i Kim. |
| Jimmy Jørgensen               | Petersen                   | Astronom fra Københavns Universitet, og er lederen af astronomerne fra København. I virkeligheden nissen P.E. fra planeten P.                                                                                 |
| Chapper                       | Pallesen                   | Astronom fra Københavns Universitet. I virkeligheden nissen P.A. fra planeten P. |
| Annika Aakjær                 | Piil                       | Astronom fra Københavns Universitet. I virkeligheden nissen P.I. fra planeten P. |
| Michael Carøe                 | Rocko                      | Elvis Presley-kopi. |
| Henrik Koefoed                | Personalechef              | Personalechef fra Holbæk Kommune, som bestiller 439 julestjerner fra Maria og Johns julegårdbutik. |
| Lene Maria Christensen        | Bobs mor                   | Hun forsvandt juleaften for 7 år, men kom tilbage igen. |